# Encyclia megalantha
Encyclia megalantha é uma espécie epífita com robustos pseudobulbos periformes de 4 centímetros de altura, sustentando duas ou três folhas lanceoladas, estreitas e coriáceas de 30 centímetros de comprimento. Hastes florais pouco ramificadas e portando pequeno número de flores. Flor de 3 centímetros de diâmetro, com pétalas e sépalas amareladas, densamente maculadas de marrom-claro. Labelo trilobado, com vistoso lóbulo central de cor branca ou rosado, densamente estriado de púrpura.
Floresce na primavera.